# U-21-Fußball-Europameisterschaft 2004/Qualifikation
An der Qualifikation für die U-21-Fußball-Europameisterschaft 2004 beteiligten sich 48 Nationalteams und ermittelten die Teilnehmer für die Endrunde, die in der Zeit von 27. Mai bis 8. Juni 2004 in Deutschland ausgetragen wurde.
Die Ausscheidungsspiele in den zehn Qualifikationsgruppen wurden am 6. September 2002 gestartet und am 11. Oktober 2003 abgeschlossen. Die Entscheidungsspiele für den Einzug in die Endrunde wurden in der Zeit vom 14. bis 19. November 2003 ausgetragen.
Während Deutschland und die Schweiz die Qualifikation für die Endrunde schafften, musste Österreich als Dritter der Qualifikationsgruppe 3 ausscheiden.

## Modus
Die 48 Nationalmannschaften wurden in zehn Gruppen – acht Gruppen zu fünf und zwei Gruppen zu vier Mannschaften – gelost. Die Nationalauswahlen hatten ihre Begegnungen mit Hin- und Rückspiel auszutragen. Die jeweiligen Gruppensieger (gelb gekennzeichnet) sowie die sechs besten Zweitplatzierten (grün) waren für die Entscheidungsspiele für den Einzug in die Endrunde qualifiziert. Diese ermittelten dann in Hin- und Rückspiel die acht Teilnehmer an der Endrunde.

## Teilnehmer
| Gruppe 1   | Gruppe 2                | Gruppe 3    | Gruppe 4   |
| ---------- | ----------------------- | ----------- | ---------- |
| Frankreich | Bosnien und Herzegowina | Moldau      | Lettland   |
| Israel     | Dänemark                | Niederlande | Polen      |
| Malta      | Luxemburg               | Österreich  | San Marino |
| Slowenien  | Norwegen                | Tschechien  | Schweden   |
| Zypern     | Rumänien                | Belarus     | Ungarn     |

| Gruppe 5    | Gruppe 6     | Gruppe 7       | Gruppe 8  |
| ----------- | ------------ | -------------- | --------- |
| Deutschland | Armenien     | England        | Belgien   |
| Island      | Griechenland | Nordmazedonien | Bulgarien |
| Litauen     | Nordirland   | Portugal       | Estland   |
| Schottland  | Spanien      | Slowakei       | Kroatien  |
|             | Ukraine      | Türkei         |           |

| Gruppe 9               | Gruppe 10 |
| ---------------------- | --------- |
| Aserbaidschan          | Albanien  |
| Finnland               | Georgien  |
| Italien                | Irland    |
| Serbien und Montenegro | Russland  |
| Wales                  | Schweiz   |

## Abschneiden der deutschsprachigen Mannschaften

### Deutschland
Deutschland begann die Qualifikation unter Teamchef Jürgen Kohler in Litauen mit einem klaren 4:1-Erfolg, der insofern bemerkenswert war, weil Aleksa innerhalb von nur neun Minuten zwei Eigentore produzierte. Im Rückspiel konnte Hanke erst in der dritten Minute der Nachspielzeit den knappen 1:0-Sieg fixieren. Das erste Spiel unter den neuen Teamchef Uli Stielike in Schottland endete mit einem verdienten 2:2-Unentschieden. Dem 3:1 Pflichtsieg in Island folgte eine enttäuschende 0:1-Heimniederlage gegen Schottland. Damit war auch der Gruppensieg verspielt. Als einer der besten Zweitplatzierten gelang Deutschland jedoch die Qualifikation für die Entscheidungsspiele für den Einzug in die Endrunde. Deutschland nominierte in der Qualifikationsgruppe in den sechs Spielen nicht weniger als 41 verschiedene Spieler ein und ließ damit fehlende Konstanz erkennen. Benjamin Auer war überhaupt der einzige Spieler, der in allen sechs Spielen in der Startformation stand.
- Spielerkader (Qualifikation): Benjamin Auer (6 Spiele), Tom Starke (6), Markus Feulner (5), Hanno Balitsch (4), Maik Franz (4), Giuseppe Gemiti (4), Mike Hanke (4), Thomas Hitzlsperger (4), Florian Kringe (4), Alexander Madlung (4), Thorben Marx (4), Björn Schlicke (4), Christian Tiffert (4), Tim Wiese (4), Mimoun Azaouagh (3), Jermaine Jones (3), Stephan Kling (3), Benjamin Lauth (3), Mathias Abel (2), Timo Achenbach (2), Christoph Preuss (2), Sascha Riether (2), Selim Teber (2), Michael Zepek (2), Kolja Afriyie (1), Thomas Broich (1), Thorsten Burkhardt (1), Andreas Görlitz (1), Daniel Haas (1), Christofer Heimeroth (1), Andreas Hinkel (1), Lars Jungnickel (1), Emmanuel Krontiris (1), Philipp Lahm (1), Denis Lapaczinski (1), Christian Mikolajczak (1), Tobias Rau (1), Moritz Volz (1), Marco Vorbeck (1), Heiko Westermann (1), Andreas Wolf (1) – Teamchef: Jürgen Kohler (Spiele 1 und 2), Uli Stielike (ab Spiel 3).

In den Entscheidungsspielen für den Einzug in die Endrunde bekam Deutschland die Türkei zugelost, die sich überraschend vor Portugal und England den Gruppensieg holen konnten. Deutschland konnte das Heimspiel in Leverkusen mit 1:0 gewinnen. Im Rückspiel schien alles bereits auf eine Verlängerung hinauszulaufen, ehe Benjamin Auer in der zweiten Minute der Nachspielzeit das 1:1 und damit die Qualifikation für die Gruppenphase der Endrunde gelang.
- Spielerkader (Entscheidungsspiele): Timo Achenbach, Benjamin Auer, Hanno Balitsch, Thomas Broich, Maik Franz, Andreas Görlitz, Mike Hanke, Thomas Hitzlsperger, Philipp Lahm, Benjamin Lauth, Christoph Preuss, Sascha Riether, Björn Schlicke, Tom Starke, Christian Tiffert, Tim Wiese, Alexander Madlung 1), Marcel Schied 2) – Teamchef: Uli Stielike. (Anmerkungen: 1) = nur in Spiel 1, 2) = nur in Spiel 2)

### Österreich
Durchwegs überraschende Ergebnisse gab es in der Österreich-Gruppe 3. Der regierende Europameister Niederlande konnte seinem Ruf in keiner Weise gerecht werden und landete letztlich nur auf dem enttäuschenden vierten Platz. Österreich begann die Qualifikation erfolgreich und landete gegen Moldawien und in Belarus jeweils 1:0 Siege. Einem 1:1-Heimremis gegen die Niederlande folgte jedoch eine 1:3-Niederlage in Tschechien. Nach einem 1:0-Auswärtssieg in Moldawien gab es daheim eine 0:2-Niederlage gegen Belarus. In den Niederlanden konnte Österreich zwar ein ehrenvolles 0:0 erreichen, doch war damit die Chance auf den Aufstieg verspielt. Mit einem 2:0-Sieg in Österreich sicherte sich Tschechien letztlich den Gruppensieg vor Belarus.
- Spielerkader (Qualifikation): Hans-Peter Berger (8 Spiele), Jürgen Kampel (8), Joachim Parapatits (8), Markus Berger (7), Andreas Ibertsberger (7), Patrick Pircher (7), Alexander Ziervogel (7), Denis Berger (6), Michael Horvath (6), Stefan Kulovits (6), Florian Sturm (6), Vedran Jerković (5), Roman Kienast (5), Thomas Pichlmann (5), Jürgen Friedl (4), Pascal Grünwald (4), Michael Gspurning (4), Rainer Kührer (4), Jürgen Säumel (4), Andreas Schrott (4), Andreas Ivanschitz (3), Andreas Lasnik (3), Roland Linz (3), Philip Eisele (2), György Garics (2), Dominic Hassler (2), Mario Konrad (2), Martin Lassnig (2), Thomas Prager (2), Klaus Salmutter (2), Mario Steiner (2), Turgay Bahadir (1), Emanuel Pogatetz (1), Robert Schellander (1), Patrick Wunderbaldinger (1) – Teamchef: Willibald Ruttensteiner.

### Schweiz
Ganz souverän gestaltete die Schweiz ihre Vorrundenspiele in Gruppe 10. In den acht Spielen gab sich die Schweiz nur einmal – im letzten und bereits bedeutungslosen Heimspiel gegen Irland – geschlagen und ließ nur ein Unentschieden (0:0 in Albanien) zu. Die übrigen sechs Spiele wurden, wenn auch knapp, aber durchwegs gewonnen. Die Schweiz sicherte sich damit die Qualifikation für Entscheidungsspiele für den Einzug in die Endrunde.
- Spielerkader (Qualifikation): Patrick Baumann (8), Marco Wölfli (8 Spiele), Pascal Cerrone (7), Daniel Gygax (7), Kim Jaggy (7), André Muff (7), Alain Rochat (7), Thierno Bah (6), Mario Eggimann (6), Roland Schwegler (6), Steve von Bergen (6), Johan Vonlanthen (6), Luca Denicolà (5), Alain Nef (5), Alain Portmann (5), Philippe Senderos (5), Rijat Shala (5), Marco Streller (4), Nicolas Marazzi (4), Yassin Mikari (4), Tranquillo Barnetta (3), Diego Benaglio (3), Raphael Darbellay (3), Stephan Lichtsteiner (3), Nenad Savić (3), Önder Çengel (2), Philipp Degen (2), Maxime Sanou (2), Davide Chiumiento (1), David Degen (1), Xavier Margairaz (1), Philippe Montandon (1) – Teamchef: Bernard Challandes.

In den Entscheidungsspielen für den Einzug in die Endrunde wurde der Schweiz die Tschechische Republik zugelost. Die enttäuschende 1:2-Heimniederlage wurde mit einem 2:1-Auswärtssieg egalisiert. Nachdem auch die Verlängerung keine Entscheidung brachte, musste ein Elfmeterschießen über die Teilnahme an der Endrunde entscheiden, wo sich die Schweiz mit 4:3 durchsetzte.
- Spielerkader (Entscheidungsspiele): Thierno Bah, Tranquillo Barnetta, Patrick Baumann, Diego Benaglio, Davide Chiumiento, David Degen, Philipp Degen, Mario Eggimann, Daniel Gygax, Kim Jaggy, Stephan Lichtsteiner, Alain Nef, Alain Rochat, Roland Schwegler, Marco Streller, Marco Wölfli, Xavier Margairaz1), André Muff1), Pascal Cerrone2), Johan Vonlanthen2) – Teamchef: Bernard Challandes. (Anmerkungen: 1) = nur in Spiel 1, 2) = nur in Spiel 2)

## Qualifikationsgruppen

### Gruppe 1
Tabelle
| Pl. | Land       | Sp. | S | U | N | Tore    | Diff. | Punkte |
| --- | ---------- | --- | - | - | - | ------- | ----- | ------ |
| 1.  | Frankreich | 8   | 7 | 1 | 0 | 014:000 | +14   | 22     |
| 2.  | Zypern     | 8   | 5 | 0 | 3 | 012:500 | +7    | 15     |
| 3.  | Israel     | 8   | 3 | 1 | 4 | 006:110 | −5    | 10     |
| 4.  | Slowenien  | 8   | 2 | 3 | 3 | 004:700 | −3    | 09     |
| 5.  | Malta      | 8   | 0 | 1 | 7 | 000:130 | −13   | 01     |

Spielergebnisse
| 6. September 2002 |  | Slowenien  | – | Malta      | 1:0 |
| 6. September 2002 |  | Zypern     | – | Frankreich | 0:1 |
| 11. Oktober 2002  |  | Malta      | – | Israel     | 0:1 |
| 11. Oktober 2002  |  | Frankreich | – | Slowenien  | 1:0 |
| 15. Oktober 2002  |  | Malta      | – | Frankreich | 0:3 |
| 19. November 2002 |  | Zypern     | – | Malta      | 2:0 |
| 28. März 2003     |  | Zypern     | – | Israel     | 2:0 |
| 28. März 2003     |  | Frankreich | – | Malta      | 2:0 |
| 1. April 2003     |  | Israel     | – | Frankreich | 0:3 |
| 2. April 2003     |  | Slowenien  | – | Zypern     | 2:0 |

### Gruppe 2
Tabelle
| Pl. | Land                    | Sp. | S | U | N | Tore    | Diff. | Punkte |
| --- | ----------------------- | --- | - | - | - | ------- | ----- | ------ |
| 1.  | Norwegen                | 8   | 6 | 1 | 1 | 019:400 | +15   | 19     |
| 2.  | Dänemark                | 8   | 6 | 1 | 1 | 024:300 | +21   | 19     |
| 3.  | Bosnien und Herzegowina | 8   | 4 | 1 | 3 | 006:100 | −4    | 13     |
| 4.  | Rumänien                | 8   | 2 | 1 | 5 | 006:700 | −1    | 07     |
| 5.  | Luxemburg               | 8   | 0 | 0 | 8 | 000:310 | −31   | 0      |

Spielergebnisse
| 6. September 2002 |  | Norwegen                | – | Dänemark                | 3:0 |
| 6. September 2002 |  | Bosnien und Herzegowina | – | Rumänien                | 2:1 |
| 11. Oktober 2002  |  | Dänemark                | – | Luxemburg               | 9:0 |
| 11. Oktober 2002  |  | Rumänien                | – | Norwegen                | 0:1 |
| 15. Oktober 2002  |  | Norwegen                | – | Bosnien und Herzegowina | 0:0 |
| 15. Oktober 2002  |  | Luxemburg               | – | Rumänien                | 0:2 |
| 28. März 2003     |  | Bosnien und Herzegowina | – | Luxemburg               | 1:0 |
| 28. März 2003     |  | Rumänien                | – | Dänemark                | 0:1 |
| 1. April 2003     |  | Dänemark                | – | Bosnien und Herzegowina | 3:0 |
| 1. April 2003     |  | Luxemburg               | – | Norwegen                | 0:5 |

### Gruppe 3
Tabelle
| Pl. | Land        | Sp. | S | U | N | Tore    | Diff. | Punkte |
| --- | ----------- | --- | - | - | - | ------- | ----- | ------ |
| 1.  | Tschechien  | 8   | 6 | 0 | 2 | 017:400 | +13   | 18     |
| 2.  | Belarus     | 8   | 6 | 0 | 2 | 011:600 | +5    | 18     |
| 3.  | Österreich  | 8   | 3 | 2 | 3 | 005:800 | −3    | 11     |
| 4.  | Niederlande | 8   | 1 | 4 | 3 | 006:100 | −4    | 07     |
| 5.  | Moldau      | 8   | 0 | 2 | 6 | 003:140 | −11   | 02     |

Spielergebnisse
| 6. September 2002                                                                      |            | Niederlande | – | Belarus     | 0:1 |
| 7. September 2002                                                                      | Ernstbrunn | Österreich  | – | Moldau      | 1:0 |
| Tore: 1:0 Ivanschitz (28.)                                                             |            |             |   |             |     |
| 11. Oktober 2002                                                                       | Borisov    | Belarus     | – | Österreich  | 0:1 |
| Tore: 0:1 Sturm (29.)                                                                  |            |             |   |             |     |
| 12. Oktober 2002                                                                       |            | Moldau      | – | Tschechien  | 0:2 |
| 15. Oktober 2002                                                                       | Pasching   | Österreich  | – | Niederlande | 1:1 |
| Tore: 0:1 Putter (15.), 1:1 Parapatits (73.)                                           |            |             |   |             |     |
| 16. Oktober 2002                                                                       |            | Tschechien  | – | Belarus     | 3:0 |
| 28. März 2003                                                                          |            | Niederlande | – | Tschechien  | 0:3 |
| 29. März 2003                                                                          |            | Belarus     | – | Moldau      | 3:1 |
| 1. April 2003                                                                          | Liberec    | Tschechien  | – | Österreich  | 3:1 |
| Tore: 1:0 Licka (6.), 1:1 Kienast (8.), 2:1 David Kobylík (31.), 3:1 Slepička (90.+1') |            |             |   |             |     |
| 2. April 2003                                                                          |            | Moldau      | – | Niederlande | 2:2 |

### Gruppe 4
Tabelle
| Pl. | Land       | Sp. | S | U | N | Tore    | Diff. | Punkte |
| --- | ---------- | --- | - | - | - | ------- | ----- | ------ |
| 1.  | Polen      | 8   | 6 | 2 | 0 | 024:600 | +18   | 20     |
| 2.  | Schweden   | 8   | 4 | 2 | 2 | 017:130 | +4    | 14     |
| 3.  | Ungarn     | 8   | 4 | 0 | 4 | 017:130 | +4    | 12     |
| 4.  | Lettland   | 8   | 3 | 0 | 5 | 011:160 | −5    | 09     |
| 5.  | San Marino | 8   | 1 | 0 | 7 | 008:290 | −21   | 03     |

Spielergebnisse
| 6. September 2002 |  | Lettland   | – | Schweden   | 0:4 |
| 6. September 2002 |  | San Marino | – | Polen      | 1:5 |
| 11. Oktober 2002  |  | Polen      | – | Lettland   | 3:0 |
| 11. Oktober 2002  |  | Schweden   | – | Ungarn     | 1:0 |
| 15. Oktober 2002  |  | Ungarn     | – | San Marino | 4:1 |
| 19. November 2002 |  | San Marino | – | Lettland   | 0:2 |
| 28. März 2003     |  | Polen      | – | Ungarn     | 3:2 |
| 1. April 2003     |  | Polen      | – | San Marino | 7:0 |
| 2. April 2003     |  | Ungarn     | – | Schweden   | 5:2 |
| 29. April 2003    |  | Lettland   | – | San Marino | 4:1 |

| Anmerkung: * = Schweden gewann das Spiel zwar mit 5:0, jedoch wurde dieses nachträglich mit 3:0 für San Marino strafbeglaubigt |

### Gruppe 5
Tabelle
| Pl. | Land        | Sp. | S | U | N | Tore    | Diff. | Punkte |
| --- | ----------- | --- | - | - | - | ------- | ----- | ------ |
| 1.  | Schottland  | 6   | 4 | 1 | 1 | 010:600 | +4    | 13     |
| 2.  | Deutschland | 6   | 4 | 1 | 1 | 011:500 | +6    | 13     |
| 3.  | Litauen     | 6   | 3 | 0 | 3 | 010:100 | ±0    | 09     |
| 4.  | Island      | 6   | 0 | 0 | 6 | 002:120 | −10   | 0      |

Spielergebnisse
| 6. September 2002 | Vilnius | Litauen     | – | Deutschland | 1:4 |
| Tore: 1:0 Kalonas (16., Elfm.), 1:1 Jones (40.), 1:2 Zepek (53.), 1:3 Aleksa (60., Eigentor), 1:4 Aleksa (69., Eigentor) |         |             |   |             |     |
| 11. Oktober 2002 |         | Island      | – | Schottland  | 0:2 |
| 15. Oktober 2002 |         | Island      | – | Litauen     | 1:2 |
| 28. März 2003 | Fürth   | Deutschland | – | Litauen     | 1:0 |
| Tore: 1:0 Hanke (90.+3')                                                                                                 |         |             |   |             |     |
| 28. März 2003 |         | Schottland  | – | Island      | 1:0 |
| 1. April 2003 |         | Litauen     | – | Schottland  | 2:1 |

### Gruppe 6
Tabelle
| Pl. | Land         | Sp. | S | U | N | Tore    | Diff. | Punkte |
| --- | ------------ | --- | - | - | - | ------- | ----- | ------ |
| 1.  | Spanien      | 8   | 6 | 1 | 1 | 016:200 | +14   | 19     |
| 2.  | Griechenland | 8   | 3 | 3 | 2 | 010:700 | +3    | 12     |
| 3.  | Ukraine      | 8   | 2 | 5 | 1 | 008:500 | +3    | 11     |
| 4.  | Nordirland   | 8   | 2 | 1 | 5 | 008:160 | −8    | 07     |
| 5.  | Armenien     | 8   | 1 | 2 | 5 | 005:170 | −12   | 05     |

Spielergebnisse
| 6. September 2002 |  | Armenien     | – | Ukraine      | 1:1 |
| 6. September 2002 |  | Griechenland | – | Spanien      | 1:0 |
| 11. Oktober 2002  |  | Ukraine      | – | Griechenland | 1:1 |
| 11. Oktober 2002  |  | Spanien      | – | Nordirland   | 1:0 |
| 15. Oktober 2002  |  | Griechenland | – | Armenien     | 2:1 |
| 15. Oktober 2002  |  | Nordirland   | – | Ukraine      | 1:1 |
| 28. März 2003     |  | Armenien     | – | Nordirland   | 2:0 |
| 28. März 2003     |  | Ukraine      | – | Spanien      | 0:0 |
| 1. April 2003     |  | Spanien      | – | Armenien     | 5:0 |
| 1. April 2003     |  | Nordirland   | – | Griechenland | 2:6 |

### Gruppe 7
Tabelle
| Pl. | Land           | Sp. | S | U | N | Tore    | Diff. | Punkte |
| --- | -------------- | --- | - | - | - | ------- | ----- | ------ |
| 1.  | Türkei         | 8   | 7 | 1 | 0 | 018:500 | +13   | 22     |
| 2.  | Portugal       | 8   | 6 | 0 | 2 | 020:110 | +9    | 18     |
| 3.  | England        | 8   | 3 | 2 | 3 | 014:100 | +4    | 11     |
| 4.  | Slowakei       | 8   | 2 | 0 | 6 | 009:160 | −7    | 06     |
| 5.  | Nordmazedonien | 8   | 0 | 1 | 7 | 004:230 | −19   | 01     |

Spielergebnisse
| 6. September 2002 |  | Türkei         | – | Slowakei       | 2:1 |
| 6. September 2002 |  | Portugal       | – | Nordmazedonien | 1:0 |
| 11. Oktober 2002  |  | Nordmazedonien | – | Türkei         | 0:4 |
| 11. Oktober 2002  |  | Slowakei       | – | England        | 0:4 |
| 15. Oktober 2002  |  | Türkei         | – | Portugal       | 4:2 |
| 15. Oktober 2002  |  | England        | – | Nordmazedonien | 3:1 |
| 28. März 2003     |  | Portugal       | – | England        | 4:2 |
| 29. März 2003     |  | Nordmazedonien | – | Slowakei       | 0:2 |
| 1. April 2003     |  | Slowakei       | – | Portugal       | 0:2 |
| 1. April 2003     |  | England        | – | Türkei         | 1:1 |

### Gruppe 8
Tabelle
| Pl. | Land      | Sp. | S | U | N | Tore    | Diff. | Punkte |
| --- | --------- | --- | - | - | - | ------- | ----- | ------ |
| 1.  | Kroatien  | 6   | 3 | 2 | 1 | 009:400 | +5    | 11     |
| 2.  | Belgien   | 6   | 3 | 1 | 2 | 010:800 | +2    | 10     |
| 3.  | Bulgarien | 6   | 3 | 1 | 2 | 007:800 | −1    | 10     |
| 4.  | Estland   | 6   | 0 | 2 | 4 | 004:100 | −6    | 02     |

Spielergebnisse
| 6. September 2002 |  | Kroatien  | – | Estland   | 3:1 |
| 6. September 2002 |  | Belgien   | – | Bulgarien | 3:1 |
| 11. Oktober 2002  |  | Bulgarien | – | Kroatien  | 1:3 |
| 15. Oktober 2002  |  | Estland   | – | Belgien   | 0:1 |
| 28. März 2003     |  | Kroatien  | – | Belgien   | 1:1 |
| 1. April 2003     |  | Estland   | – | Bulgarien | 1:1 |

### Gruppe 9
Tabelle
| Pl. | Land                   | Sp. | S | U | N | Tore    | Diff. | Punkte |
| --- | ---------------------- | --- | - | - | - | ------- | ----- | ------ |
| 1.  | Italien                | 8   | 7 | 0 | 1 | 026:500 | +21   | 21     |
| 2.  | Serbien und Montenegro | 8   | 6 | 1 | 1 | 016:800 | +8    | 19     |
| 3.  | Finnland               | 8   | 3 | 2 | 3 | 011:900 | +2    | 11     |
| 4.  | Wales                  | 8   | 2 | 1 | 5 | 007:160 | −9    | 07     |
| 5.  | Aserbaidschan          | 8   | 0 | 0 | 8 | 000:220 | −22   | 0      |

Spielergebnisse
| 6. September 2002 |  | Aserbaidschan          | – | Italien                | 0:3  |
| 6. September 2002 |  | Finnland               | – | Wales                  | 2:1  |
| 11. Oktober 2002  |  | Finnland               | – | Aserbaidschan          | 3:0  |
| 11. Oktober 2002  |  | Italien                | – | Serbien und Montenegro | 4:1  |
| 15. Oktober 2002  |  | Serbien und Montenegro | – | Finnland               | 3:3  |
| 15. Oktober 2002  |  | Wales                  | – | Italien                | 1:2  |
| 19. November 2002 |  | Aserbaidschan          | – | Wales                  | 0:1  |
| 11. Februar 2003  |  | Serbien und Montenegro | – | Aserbaidschan          | 3:0  |
| 28. März 2003     |  | Wales                  | – | Aserbaidschan          | 3:0* |
| 28. März 2003     |  | Italien                | – | Finnland               | 1:0  |

| Anmerkung: * = Wales gewann das Spiel mit 1:0, doch wurde dieses nachträglich mit 3:0 strafbeglaubigt |

### Gruppe 10
Tabelle
| Pl. | Land     | Sp. | S | U | N | Tore    | Diff. | Punkte |
| --- | -------- | --- | - | - | - | ------- | ----- | ------ |
| 1.  | Schweiz  | 8   | 6 | 1 | 1 | 012:600 | +6    | 19     |
| 2.  | Russland | 8   | 5 | 0 | 3 | 014:800 | +6    | 15     |
| 3.  | Albanien | 8   | 3 | 1 | 4 | 010:100 | ±0    | 10     |
| 4.  | Irland   | 8   | 2 | 2 | 4 | 008:110 | −3    | 08     |
| 5.  | Georgien | 8   | 1 | 2 | 5 | 007:160 | −9    | 05     |

Spielergebnisse
| 7. September 2002                                                                                   |          | Russland | – | Irland   | 2:0 |
| 7. September 2002                                                                                   | Grenchen | Schweiz  | – | Georgien | 2:0 |
| Tore: 1:0 Muff (23.), 2:0 Savic (90.+2', Elfm.)                                                     |          |          |   |          |     |
| 11. Oktober 2002                                                                                    |          | Georgien | – | Russland | 0:3 |
| 11. Oktober 2002                                                                                    | Tirana   | Albanien | – | Schweiz  | 0:0 |
| Tore: keine                                                                                         |          |          |   |          |     |
| 15. Oktober 2002                                                                                    | Kilkenny | Irland   | – | Schweiz  | 2:3 |
| Tore: 1:0 Hoolahan (2.), 2:0 Miller (8.), 2:1 Cerrone (43.), 2:2 Rochat (74.), 2:3 Vonlanthen (80.) |          |          |   |          |     |
| 16. Oktober 2002                                                                                    |          | Russland | – | Albanien | 1:0 |
| 28. März 2003                                                                                       |          | Georgien | – | Irland   | 1:1 |
| 29. März 2003                                                                                       |          | Albanien | – | Russland | 1:4 |
| 1. April 2003                                                                                       |          | Albanien | – | Irland   | 1:0 |
| 2. April 2003                                                                                       | Tiflis   | Georgien | – | Schweiz  | 0:2 |
| Tore: 0:1 Muff (32.), 0:2 Nef (39.)                                                                 |          |          |   |          |     |

| Anmerkung: * = Republik Irland gewann das Spiel zwar mit 2:1, doch wurde dieses nachträglich mit 3:0 für Albanien strafbeglaubigt |

## Entscheidungsspiele für den Einzug in die Endrunde
Für die Entscheidungsspiele um den Einzug in die Endrunde waren die zehn Gruppensieger und sechs besten Zweitplatzierten qualifiziert.
| Datum |                        | Ergebnis        |                        | Ort                        |
| --- | ---------------------- | --------------- | ---------------------- | -------------------------- |
| 14. November 2003 | Serbien und Montenegro | 5:1             | Norwegen               | Belgrad                    |
| Tore: 1:0 Vidić (2.), 2:0 Delibašić (14.), 3:0 Delibašić (39.), 4:0 Krasić (47.), 4:1 Ludvigsen (55.), 5:1 Djalović (80.) |                        |                 |                        |                            |
| 18. November 2003 | Norwegen               | 3:0             | Serbien und Montenegro | Drammen                    |
| Tore: 1:0 Karadas (8., Elfm.), 2:0 Pedersen (43.), 3:0 Muri (47.)                                                         |                        |                 |                        |                            |
| Gesamt: | Serbien und Montenegro | 5:4             | Norwegen               |                            |
| |                        |                 |                        |                            |
| 14. November 2003 | Deutschland            | 1:0             | Türkei                 | Leverkusen                 |
| Tore: 1:0 Balitsch (14.)                                                                                                  |                        |                 |                        |                            |
| 18. November 2003 | Türkei                 | 1:1             | Deutschland            | Istanbul (Sükrü Saraçoglu) |
| Tore: 1:0 Hamit Altıntop (69.), 1:1 Auer (90.+2')                                                                         |                        |                 |                        |                            |
| Gesamt: | Deutschland            | 2:1             | Türkei                 |                            |
| |                        |                 |                        |                            |
| 15. November 2003 | Portugal               | 1:2             | Frankreich             | Guimarães                  |
| Tore: 1:0 Jorge Ribeiro (5.), 1:1 Cissé (23.), 1:2 Cissé (32.)                                                            |                        |                 |                        |                            |
| 18. November 2003 | Frankreich             | 1:2 n. V.       | Portugal               | Clermont-Ferrand           |
| Tore: 0:1 Cristiano Ronaldo (29.), 1:1 Cissé (41.), 1:2 Bruno Alves (75.)                                                 |                        |                 |                        |                            |
| Gesamt: | Portugal               | 3:3 (4:1 i. E.) | Frankreich             |                            |
| |                        |                 |                        |                            |
| 15. November 2003 | Dänemark               | 1:1             | Italien                | Farum                      |
| Tore: 1:0 (4.) Kahlenberg (Elfm.), 1:1 Andersen (45., Eigentor)                                                           |                        |                 |                        |                            |
| 19. November 2003 | Italien                | 0:0             | Dänemark               | Rieti                      |
| Tore: keine |                        |                 |                        |                            |
| Gesamt: | Dänemark               | (a)1:1(a)       | Italien                |                            |
| |                        |                 |                        |                            |
| 15. November 2003 | Belarus                | 1:1             | Polen                  | Minsk                      |
| Tore: 1:0 Kontsevoi (31.), 1:1 Stasiak (84.)                                                                              |                        |                 |                        |                            |
| 19. November 2003 | Polen                  | 0:4             | Belarus                | Wronki                     |
| Tore: 0:1 Shkabara (41.), 0:2 Baga (52.), 0:3 Vyacheslav Hleb (70., Elfm.), 0:4 Aleksandr Hleb (72.)                      |                        |                 |                        |                            |
| Gesamt: | Belarus                | 5:1             | Polen                  |                            |
| |                        |                 |                        |                            |
| 15. November 2003 | Schweden               | 2:0             | Spanien                | Halmstad                   |
| Tore: 1:0 Farnerud (55.), 2:0 Källström (90.+2')                                                                          |                        |                 |                        |                            |
| 19. November 2003 | Spanien                | 1:1             | Schweden               | Almendralejo               |
| Tore: 1:0 Rubén (23.), 1:1 Hysén (71.)                                                                                    |                        |                 |                        |                            |
| Gesamt: | Schweden               | 3:1             | Spanien                |                            |
| |                        |                 |                        |                            |
| 15. November 2003 | Schweiz                | 1:2             | Tschechien             | Basel                      |
| Tore: 1:0 Nef (7.), 1:1 Svěrkoš (32.), 1:2 Koubský (41.)                                                                  |                        |                 |                        |                            |
| 19. November 2003 | Tschechien             | 1:2             | Schweiz                | Ostrava                    |
| Tore: 1:0 Koubský (57.), 1:1 Eggimann (76.), 1:2 Koubský (85., Eigentor)                                                  |                        |                 |                        |                            |
| Gesamt: | Schweiz                | 3:3 (4:3 i. E.) | Tschechien             |                            |
| |                        |                 |                        |                            |
| 16. November 2003 | Kroatien               | 2:0             | Schottland             | Varaždin                   |
| Tore: 1:0 Babić (7.), 2:0 Ljubojević (11.)                                                                                |                        |                 |                        |                            |
| 18. November 2003 | Schottland             | 1:0             | Kroatien               | Edinburgh                  |
| Tore: 1:0 O’Connor (10.)                                                                                                  |                        |                 |                        |                            |
| Gesamt: | Kroatien               | 2:1             | Schottland             |                            |

## Endrundenteilnehmer
Für die Endrunde der U-21-Fußball-Europameisterschaft 2004, die in der Zeit vom 27. Mai bis 8. Juni 2004 in Deutschland ausgetragen wurde, hatten sich folgende Nationen qualifiziert:
| Gruppe A               | Gruppe B    |
| ---------------------- | ----------- |
| Kroatien               | Deutschland |
| Italien                | Portugal    |
| Serbien und Montenegro | Schweden    |
| Belarus                | Schweiz     |